# Enteropsis roscoffensis
Enteropsis roscoffensis är en kräftdjursart som beskrevs av Édouard Chatton och Brément 1909. Enteropsis roscoffensis ingår i släktet Enteropsis och familjen Ascidicolidae. Inga underarter finns listade i Catalogue of Life.